# Ida Craft
Ida Craft   (Brooklyn, 25 de desembre de 1860 - 14 de setembre de 1947) fou una sufragista estatunidenca coneguda per participar molt activament en les Suffrage Hikes ('caminades del sufragi').

## Biografia

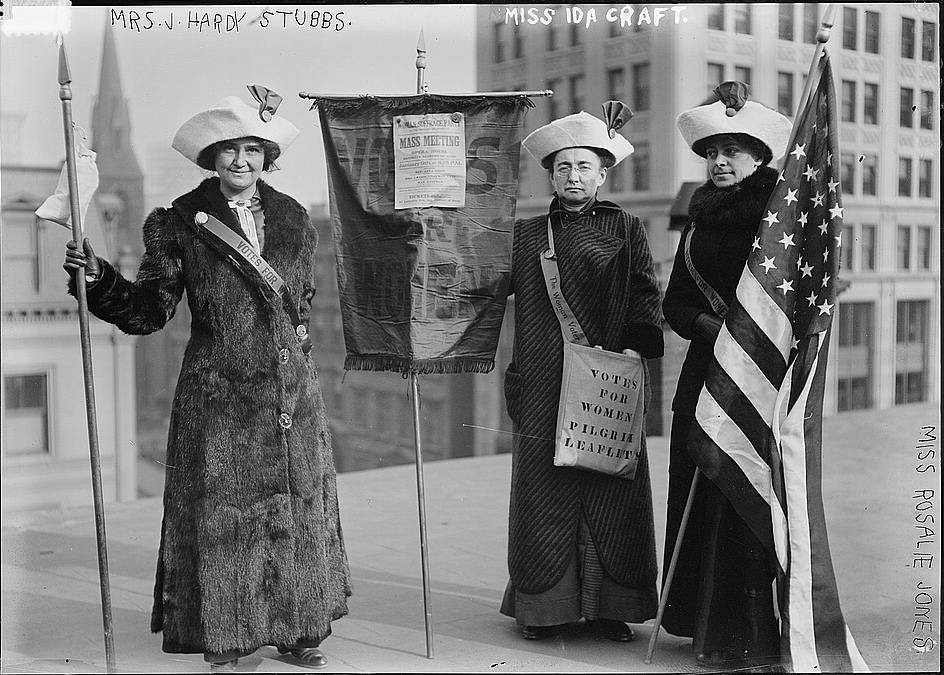
J. Hardy Stubbs, Anada Craft i Rosalie Jones al 1912 o 1913

Craft nasqué a Nova York al 1860. Coneguda com el «Coronel» (sic), participà en la campanya del 1912-1914 de les Caminades del Sufragi.
Ida Craft fou elegida delegada general en la Convenció Constitucional de Nova York el 1914, i es presentà pel Partit de la Prohibició.(3)
Va morir al comtat de Rockland el 14 de setembre del 1947.